# Hoa hậu Uganda
Hoa hậu Uganda (tiếng Anh Miss Uganda) là một cuộc thi sắc đẹp tại Uganda được tổ chức lần đầu tiên vào năm 1967.Người chiến thắng của cuộc thi giành quyền đại diện cho Uganda tham dự cuộc thi Hoa hậu Thế giới

## Các đại diện tham gia cuộc thi sắc đẹp
| Year | Miss Uganda         | Notes                                            |
| 1967 | Rosemary Salmon     |                                                  |
| 1968 | Joy Lehai           |                                                  |
| 1985 | Helen Acheng        |                                                  |
| 1988 | Nazma Jamal Mohamed |                                                  |
| 1989 | Doreen Lamon-Opira  |                                                  |
| 1992 | Olga Nampima        |                                                  |
| 1993 | Linda Bazalaki      |                                                  |
| 1996 | Sheba Kerere        |                                                  |
| 1997 | Lillian Acom        |                                                  |
| 2001 | Victoria Kabuye     |                                                  |
| 2002 | Rehema Ni Nakuya    |                                                  |
| 2003 | Aysha Nassanga      |                                                  |
| 2004 | Barbara Kimbugwe    | Top 20 Hoa hậu Bãi biển                          |
| 2005 | Juliet Ankakwatsa   | Top 16 Hoa hậu Tài năng                          |
| 2007 | Monica Kasyate      |                                                  |
| 2008 | Dora Mwima          |                                                  |
| 2009 | Maria Namiiro       |                                                  |
| 2010 | Heyzme Nansubuga    |                                                  |
| 2011 | Sylvia Namutebi     | Top 24 Hoa hậu Thể thao, Top 20 Hoa hậu Bãi biển |
| 2012 | Phiona Bizzu        |                                                  |
| 2013 | Stellah Nantumbwe   |                                                  |
| 2014 | Leah Kalanguka      |                                                  |
| 2015 | Nakiyaga Zahra      |                                                  |
| 2016 | Leah Kagasa         |                                                  |